# 1273
| 1273               |
| ------------------ |
| Dødsfald - Fødsler |
|                    |

| Gregoriansk kalender | 1273 MCCLXXIII          |
| Ab urbe condita      | 2026                    |
| Armensk kalender     | 722 ԹՎ ՉԻԲ              |
| Kinesiske kalender   | 3969 – 3970 壬申 – 癸酉 |
| Etiopisk kalender    | 1265 – 1266             |
| Jødisk kalender      | 5033 – 5034             |
| Hindukalendere       |                         |
| - Vikram Samvat      | 1328 – 1329             |
| - Shaka Samvat       | 1195 – 1196             |
| - Kali Yuga          | 4374 – 4375             |
| Iransk kalender      | 651 – 652               |
| Islamisk kalender    | 671 – 672               |

Konge i Danmark: Erik Klipping 1259-1286
Se også 1273 (tal)

## Begivenheder
- De syv tyske kurfyrster vælger Rudolf af Habsburg til konge. Hermed knæsættes kurfyrsternes indflydelse på kongevalget.
- Kong Erik holder bryllup med Agnes af Brandenburg, datter af Johan 1. af Brandenburg og Jutta af Sachsen

## Dødsfald
- 17. december – Jalal-od-din Rumi, iransk digter, mystiker og stifter af sufi-ordenen de dansende dervisher.